# 鹿矛圍桐斗
鹿矛围桐斗（日语：／ Kirito Kamui），是Production I.G所制作的动画系列《PSYCHO-PASS》中的对立角色。尽管他曾以心理咨商师向岛陆的身份在第一期中出现，但他正式在该系列的第二期登场。

## 角色简介
鹿矛围和槙岛圣护一样，打算摧毁西比拉先知系统，但与槙岛不同的是，他希望利用系统的缺陷而不是直接造成严重破坏来做到这一点。由于他是由七个人的大脑与184具遗体拼接而成，因此具备集合体意识而得以避开西比拉系统在日常中各种形式的监测，因为这使系统无法识别他的存在。鹿矛围是一名杰出的心理治疗师，他也擅长制造药物，以帮助他的支持者们平时能保持较低的犯罪系数。他利用系统无法侦测到他的漏洞，给公安警察造成了很大的危机，并最终在常守朱的带领下来到了西比拉系统的核心所在；最后，西比拉系统为求自保便决定承认他的“集合体心灵”。
鹿矛围桐斗这一角色由日本声优木村良平负责配音，英语版配音则由美国配音演员克利福德·查宾担任。

## 角色创作

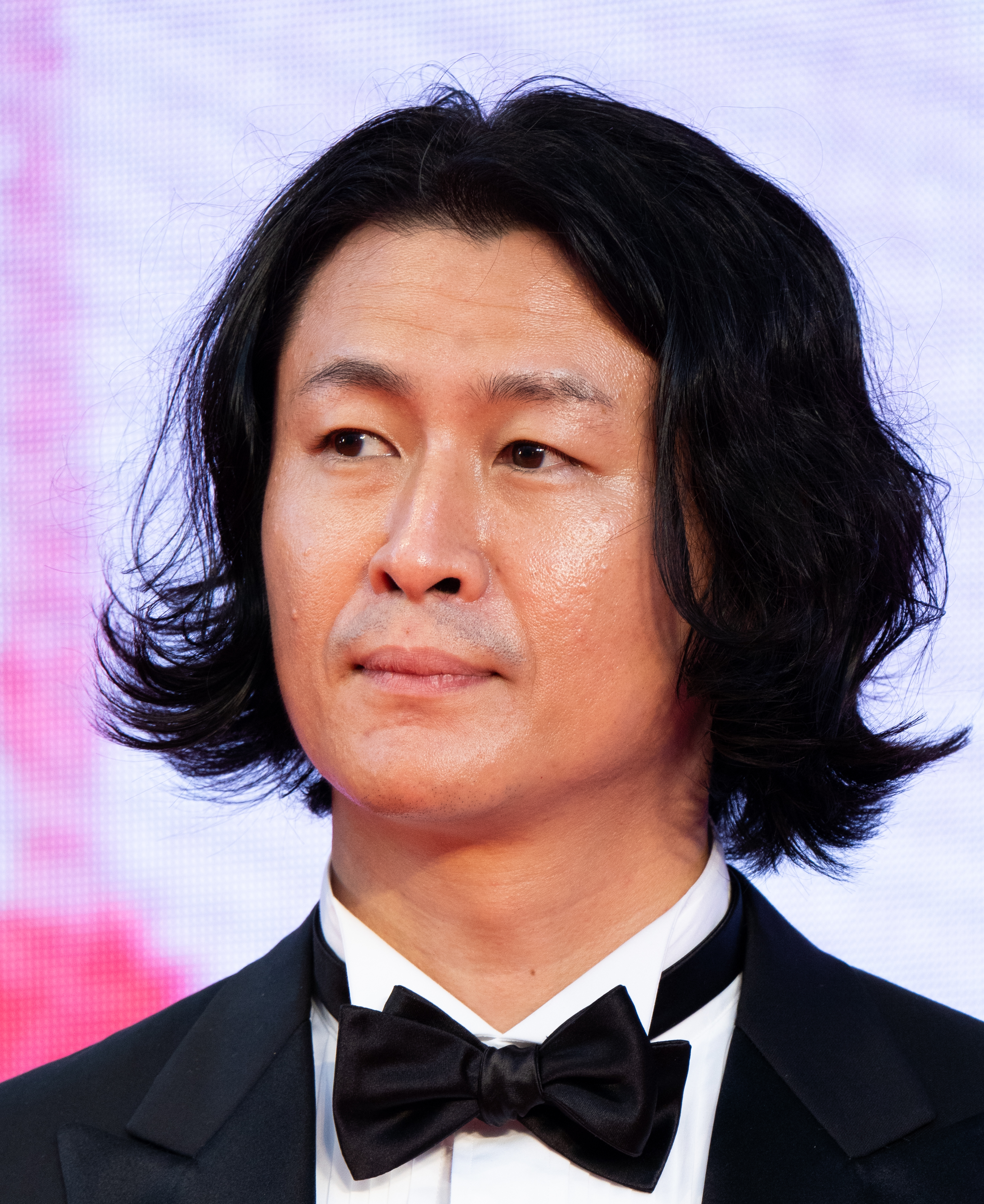
《PSYCHO-PASS》第二期的主要编剧冲方丁

在第二期制作中，冲方丁取代了虚渊玄成为主要编剧，冲方提到他被赋予了以续作的形式撰写该系列剧本的想法；由于新剧集制作的难度，冲方不得不构思新角色鹿矛围桐斗等人物的个性。虽然制作周期很短，但他仍然有足够的时间与第一期的制作组人员进行了讨论，冲方最终带领制作团队完成了令他满意的最后一集。
由于《PSYCHO-PASS》第一期的重点是围绕狡嚙慎也与槙岛圣护而展开的交锋，因此制作组在第二期便把鹿矛围桐斗设定为常守朱的对手；尽管如此，制作组人员和观众还是认为鹿矛围是一个相对槙岛圣护较弱的反派，以至于让观众觉得如果狡啮慎也在该系列中可能会很容易解决这个事件。在第一期中担任编剧的虚渊玄声称第二期的“鹿矛围事件”将比第一期的故事更加暴力和血腥，建议敏感人群谨慎观看。

## 社会反响
各界对第二期故事与人物的反馈倾向于负面，来自Kotaku的评论家理查德·艾森贝斯赞扬了鹿矛围桐斗事件中对西比拉系统起源的进一步深入探索，但同时也批评了新反派鹿矛围以及该系列剧情与第一期相比过于血腥和灰暗。
在回顾展中，漫画书资源网的盖尔·西蒙曾批评了该系列，称它未能达到前一期的受欢迎程度，因为缺乏使它变得有趣的角色阵容，而且她认为鹿矛围桐斗在处理西比拉系统问题上的手段并不令人感到满意。